# Glypta mimula
Glypta mimula är en stekelart som beskrevs av Dasch 1988. Glypta mimula ingår i släktet Glypta och familjen brokparasitsteklar. Inga underarter finns listade i Catalogue of Life.